# 金特 (亞利桑那州)
金特（英語：Kinter）是位於美國亞利桑那州尤馬縣的一個非建制地區。該地的面積和人口皆未知。

## 地理
金特的座標為32°45′26″N 114°23′53″W / 32.75722°N 114.39806°W，而該地的平均海拔高度為56米（即184英尺）。